# Капитонова, Маргарита Евгеньевна
Маргарита Евгеньевна Капитонова (род. 14 февраля 1940, Ленинград) ― советский и российский педагог, Народный учитель Российской Федерации (2005).

## Биография
Маргарита Евгеньевна Капитонова родилась 14 февраля 1940 года в городе Ленинграде, РСФСР. Ребёнком пережила блокаду.
Завершила обучение и получила диплом о высшем образовании, окончив Ленинградский военно-механический институт. Трудоустроилась в систему Ленакадемстроя, где отмечена как единственная в России женщина-прораб по монтажу, эксплуатации и ремонту башенных кранов. Одновременно с производственной деятельностью вела преподавательскую работу.
в 1976 году перешла работать в лицей, в тот самый момент, когда он был основан и принял первых обучающихся. Трудилась преподавателем спецтехнологий. В 1977 году назначена на должность заместителя директора по учебно-производственной работе. 20 декабря 1978 года её кандидатура была предложена и поддержана руководством и коллективом на должность директора.
В 1999 году защитив диссертацию на соискание звания кандидата педагогических наук. Работал над темой «Технология формирования профессионально значимых качеств специалиста в системе непрерывного образования: На примере технического лицея». Профессор Санкт-Петербургского технического университета.
За выдающийся вклад в Отечественное образование» указом Президента Российской Федерации от 17 января 2005 года Маргарите Евгеньевне Капитоновой присвоено почетное звание «Народный учитель Российской Федерации».
В 2011 году покинула должность руководителя образовательного учреждения. Активно занимается общественной деятельностью.
Проживает в городе Санкт-Петербурге.

## Награды и звания
- Орден Дружбы народов.
- Народный учитель Российской Федерации (17.01.2005).
- Заслуженный учитель школы РСФСР (1991)[6].
- Лауреат фонда Небольсина.
- Звезда Вернадского.